# So Much for Singing
So Much for Singing, è un EP del disc jockey, produttore discografico e conduttore radiofonico italiano Carlo Prevale. L'EP è stato prodotto e pubblicato in tutto il mondo il 4 agosto 2019 dall'etichetta discografica italiana Plast Records.
La raccolta è basata sul rifacimento della canzone Tanto Pe' Cantà, composta nel 1932 dal musicista romano Ettore Petrolini. La raccolta è strutturata in 6 brani di 3 versioni differenti: Prevaloso Tanzen Concept, Prevaloso Lento Violento Concept e Prevaloso Terzinato Concept in extended e radio mix. Tutte realizzate, arrangiate e missate da Prevale.

## Tracce
Musiche di Ettore Petrolini; edizioni musicali Plast Records.
1. Prevale – So Much for SInging (Prevaloso Tanzen Concept) (Radio Mix) – 3:15 (musica: Ettore Petrolini)
2. Prevale – So Much for Singing (Prevaloso Tanzen Concept) (Extended Mix) – 5:09 (musica: Ettore Petrolini)
3. Prevale – So Much for Singing (Prevaloso Lento Violento Concept) (Radio Mix) – 3:32 (musica: Ettore Petrolini)
4. Prevale – So Much for Singing (Prevaloso Lento Violento Concept) (Extended Mix) – 5:33 (musica: Ettore Petrolini)
5. Prevale – So Much for Singing (Prevaloso Terzinato Violento Concept) (Radio Mix) – 3:15 (musica: Ettore Petrolini)
6. Prevale – So Much for Singing (Prevaloso Terzinato Violento Concept) (Extended Mix) – 5:09 (musica: Ettore Petrolini)

Durata totale: 25:53